# Karina Aktouf
Karina Aktouf est une actrice algéro-canadienne. Elle est surtout connue pour son rôle principal dans le film Montréal la blanche, pour lequel elle obtient une nomination pour la meilleure actrice aux 19e gala Québec Cinéma en 2017.
Elle apparaît également dans plusieurs séries télévisées québécoises tels que Les Héritiers Duval, Jasmine, Ramdam et Med.

## Filmographie

### Cinéma
- 1999 : Les Casablancais d'Abdelkader Lagtaâ : Saloua
- 2002 : Aime ton père de Jacob Berger : la fiancée de Paul
- 2002 : Le Marais de Kim Nguyen : Vivianne
- 2016 : Montréal la blanche de Bachir Bensaddek : Kahina Kateb
- 2017 : Va jouer dehors (court métrage) d'Adib Alkhalidey : mère d'Abel
- 2020 : Quand elle tombe (court métrage) de Romain Dumont et Antoine Ryan :

### Télévision
- 1995 - 1996 : Les Héritiers Duval : Siham Rahill
- 1996 : Jasmine : Leyla
- 1996 : Lobby : Aïcha
- 1997 - 2000 : Diva : Naïma Mamdami
- 1997 - 1999 : Sauve qui peut! : Alicia Khoury
- 2001 : L'Or : Yasmine Sullivan
- 2010, 2012, 2014 : Toute la vérité (3 épisodes) : Me Anissa Seban
- 2011 : Le Gentleman : Ester Tabary
- 2011 : Mauvais Karma (saison 2, 3 épisodes) : médecin à l'hôpital
- 2015 - 2017 : Med : Myriam
- 2016, 2017, 2020 : District 31 (saison 1, 4 épisodes et saison 5, 1 épisode) : Christina Sabbaght, directrice de la résidence
- 2017 : L'Heure bleue (série télévisée) : Filia Bentoumi
- 2020 : Amours d'occasion : Hind
- 2020 : Roast Covid-19 (téléfilm) : mère d'Adib Alkhalidey
- 2022 : Anna et Arnaud : Dre Ayad
- 2024 : La Dernière Communion : Aïcha, l'amie de Paul

## Théâtre
- 2022 : Mama de Nathalie Doummar, mise en scène de Marie-Ève Milot, Théâtre Jean-Duceppe[4] : Huguette